# Jüdischer Friedhof (Budweis)

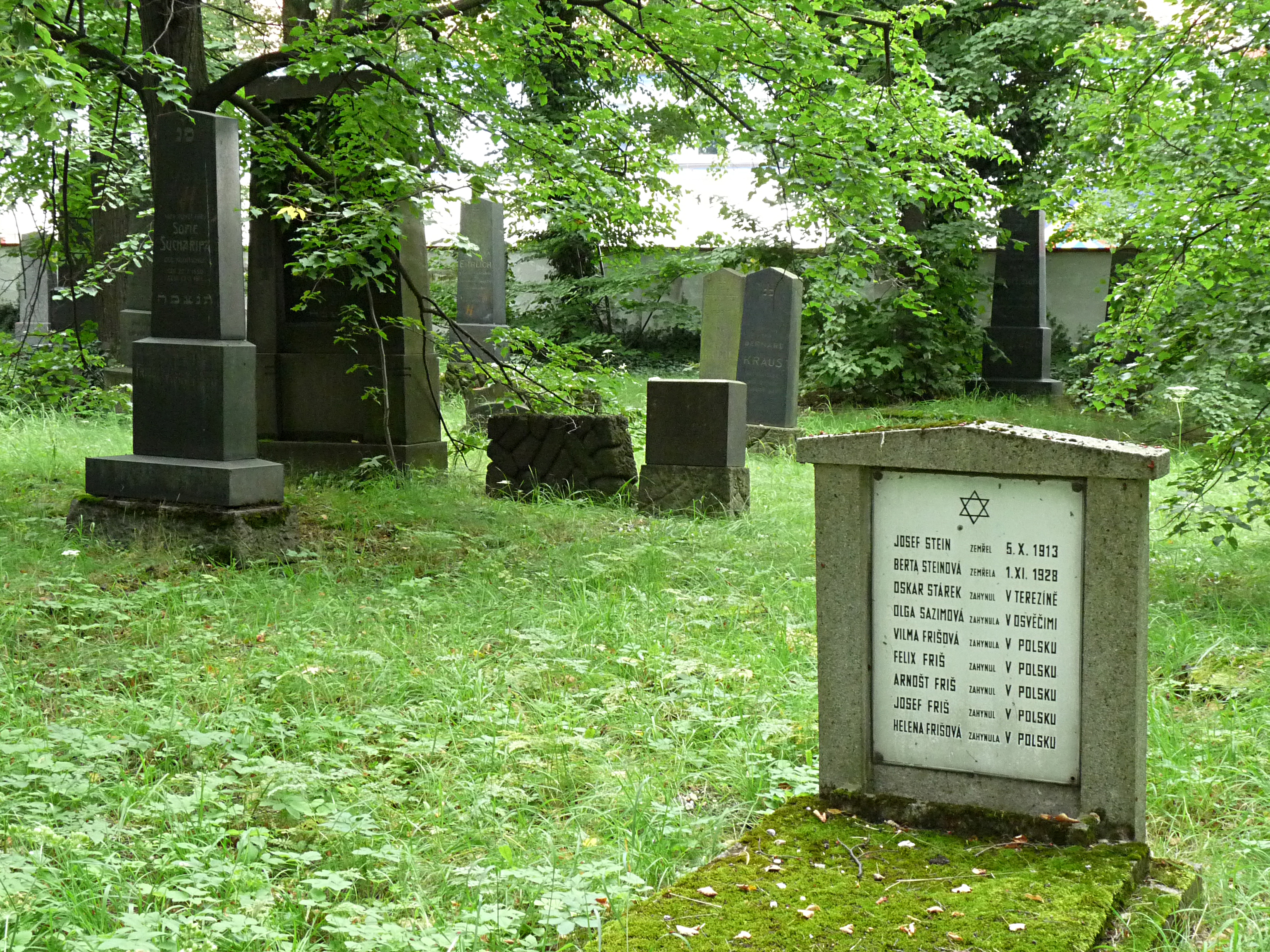
Jüdischer Friedhof Budweis

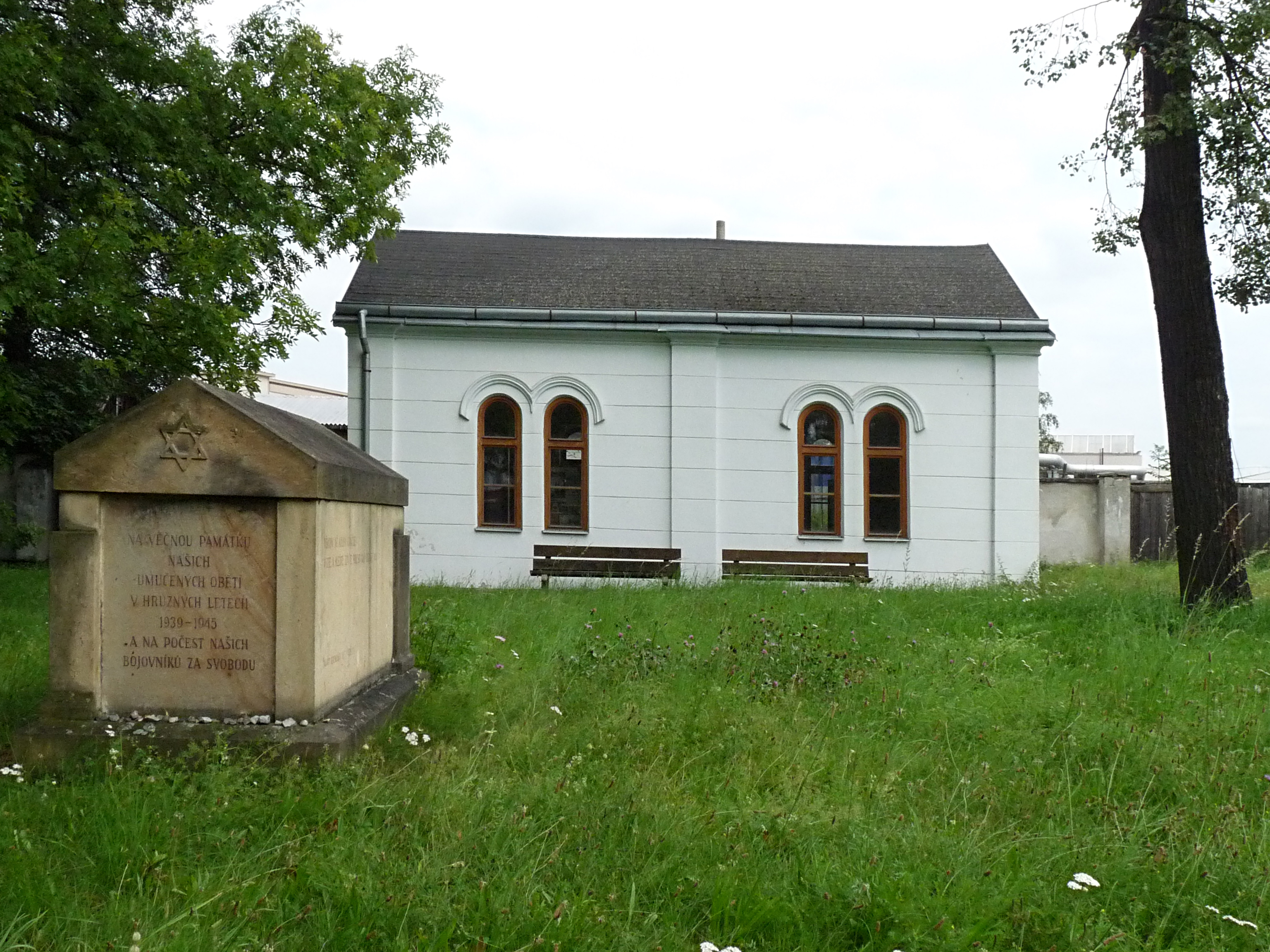
Gebäude mit Ausstellung zur Geschichte der jüdischen Gemeinde in Budweis

Der Jüdische Friedhof Budweis ist ein jüdischer Friedhof in der tschechischen Stadt Budweis (tschechisch České Budějovice). Heute liegt der Friedhof etwa eineinhalb Kilometer vom Stadtzentrum entfernt. Die Fläche des Friedhofs beträgt 6489 m²; das gesamte Areal ist denkmalgeschützt.

## Geschichte
Nachdem König Johann von Luxemburg im Jahr 1341 die Ansiedlung jüdischer Familien in Böhmisch Budweis erlaubt hatte, wuchs die jüdische Gemeinde bis Ende des 15. Jahrhunderts auf etwa 100 Mitglieder. Um 1380 wurde in der Stadt eine Synagoge errichtet. Der Bestattung der Gemeindemitglieder diente zunächst ein Friedhof, der auf dem Platz der Kreuzung der heutigen Kněžská ulice und Hradební ulice lag, etwas später ein weiterer am linken Ufer des Moldau-Zuflusses Malše.
Seit den 1480er Jahren kam es zu antijüdischen Unruhen, insbesondere 1494/95 und 1502. Die Pogrome der Jahre 1505/06 vernichteten die mittelalterliche Gemeinde. Einige Mitglieder wurden hingerichtet, der Rest der Gemeinde wurde vertrieben oder floh aus der Stadt. Das Massaker am 29./30. Dezember 1505 wird zu den schlimmsten in Böhmen gezählt. Die Friedhöfe verloren ihre Funktion und wurden zerstört oder überbaut.  
Erst im 19. Jahrhundert kam es zur erneuten Ansiedlung jüdischer Familien. 1859 wurde die jüdische Gemeinde gegründet, 1898 umfasste sie 1972 Personen oder 6 Prozent der damaligen Bevölkerung von Budweis. Infolge dieser Zuwanderung entstand der neue, nunmehr dritte, jüdische Friedhof (mit einer Zeremonienhalle) in der Stadt, auf dem seit 1867 Begräbnisse stattfanden. 1942, als die meisten Gemeindemitglieder nach Theresienstadt und in andere Konzentrationslager deportiert worden waren, wurden der Friedhof verwüstet und die Synagoge gesprengt.
Nach 1945 sind einige Schäden behoben worden, 1950 ist auf dem Friedhof ein Denkmal für die Opfer des Nationalsozialismus errichtet worden, dennoch kam es in den folgenden Jahren zu weiteren Beschädigungen: Grabsteine wurden abgetragen, teilweise wurde auf dem Friedhof Schutt abgeladen. 1970 wurde auch die Zeremonienhalle abgerissen. 
Erst nach der Revolution 1989 wurde der Friedhof instand gesetzt. Von den ursprünglich etwa 1334 Grabsteinen fand man allerdings nur noch etwa 350, die an den Originalplätzen wieder aufgestellt wurden. Der Friedhof wird heute durch die Jüdische Gemeinde in Prag verwaltet.

## Persönlichkeiten
Auf dem Friedhof sind einige bekannte Persönlichkeiten begraben, zum Beispiel: 
- Rudolf Kende, 1910–1958, Komponist
- Karel Thieberger, 1869–1938, Rabbiner
- Adam Wunder, 1817–1905, Rabbiner